# 亮天社
亮天社（りょうてんしゃ）は、1875年（明治8年）から1903年（明治36年）までの28年間、宮崎県延岡市にあった、当時宮崎県内唯一の私立の中学校。

## 沿革
1872年（明治5年）10月、学制布告によって旧延岡藩の藩校廣業館が104年の歴史を終えたのち、翌1873年（明治6年）、教育熱心な延岡の人々の熱意のもと、原時行らの尽力によって廣業館の跡地（現延岡市立岡富中学校地）に私立中学校延岡社学が創立された。
延岡社学は1875年（明治8年）に「亮天社」と改称され、1903年(明治36年)に県立延岡中学校（現延岡高等学校）が創立されるまでの30年間、県内唯一の私立中学校として多くの人材を輩出した。また、1889年（明治22年）に宮崎県立尋常中学校（現宮崎大宮高等学校）が設置されるまでの16年間は、宮崎県内唯一の中学校であった。
亮天社の社主は旧藩主の内藤政挙。内藤家は教職員の給与負担はもちろん、生徒は月謝不要、教科書は無償貸与にするなど、設立からその後の運営維持管理まですべての財政を負担した。また、内藤政挙が慶應義塾に学んだことから福澤諭吉との関係もあり、亮天社の卒業生は無試験で慶應義塾に入学できた。
1876年（明治9年）には、小林乾一郎の提唱により亮天社の付属として女児教舎が設立された。これも内藤家の経営により、生徒は月謝不要、教科書は無償貸与であった。1901年（明治34年）には私立延岡女学校（4年制のちに5年制）、1906年（明治39年）には延岡高等女学校となり、1929年（昭和4年）には県立（4年制）へ移管された。
亮天社は、1903年（明治36年）に県立延岡中学校（現延岡高等学校）の創立によって廃校となった後、敷地建物校舎の一切が延岡高等女学校に引き継がれた。